# 萍乡孔庙
萍乡孔庙或萍乡文庙，是位於中華人民共和國江西省萍乡市的一座孔廟，位于萍乡市安源区南正街，為清式建築，現存完整，由萍乡市博物馆管辖的萍乡孔庙博物馆位于庙內，该庙也是江西省文物保护单位之一。

## 沿革
萍乡孔庙始建于唐朝武德年间，当时萍乡县府甫从芦溪固冈迁回今萍乡城一带，时任萍乡县令唐萼便主持修建了该庙，其址在今宝积寺左侧，落成後曾八度迁徙，重建12次，宋朝绍兴年间，文庙曾迁建至尉司左，淳熙年间又迁于县城右侧，乾道年间再度迁至县右的车田一带，明朝弘治元年（1488年）迁建于城西沈家冲，嘉靖时又迁至县府西隅的大街，清朝雍正十二年（1734年），知县薄履青对文庙进行了大规模修缮，形成现有规模。在文化大革命期间，孔庙曾遭受严重破坏，成为垃圾场，文革结束后，萍乡市府对其进行了大规模的维修，维修工作完成後，萍乡市文化馆页曾在庙內进行文物展览，孔庙也成为萍乡市博物馆的办公场所，直到该馆2010年另立新址並迁出。
1987年12月，萍乡孔庙成为江西省人民政府确定的第三批省级重点文物保护单位，之后观光客逐渐增加，孔庙也成为萍市重要的公共藝文設施，市府还在庙內恢复了清代的祭孔典礼，2023年，隶属萍乡市博物馆的萍乡孔庙博物馆在萍乡孔庙落成。

## 建筑
萍乡孔庙在唐朝时期的建筑构造因史籍乏载而失考，而据宋代学者刘清之的《縣學記》记载，南宋时期的孔庙有房屋一百间，其中包括了礼殿、伦堂、经阁、斋堂等建物，理学家朱熹到萍乡观學期间，曾手书匾额“明伦堂”，至今存于庙內。明朝洪武年间，知县李顺英曾主持重建文庙，其中兴建了大成殿、明伦堂、棂星门、左右厢房及讲堂斋，但总体构造大致與宋朝相同，清朝时期再度整修，时任知县孟宗舜还在《重建萍乡县学记》中记载了孔庙规模的庞大，而现存建筑于1980年後陆续完工，與清代建筑相近似。
萍乡孔庙现址在安源区南正街367号，走向为坐西北朝东南，总占地面积约5,480平方公尺，其中建筑面积约3,836平方公尺，进入櫺星門後即为大成门，其左右有名宦祠與乡贤祠，大成门前则有泮池，池塘上曾有状元桥，但已不存，主殿大成殿與明伦堂是该庙的主体建筑，大成殿为宫廷式木造建筑，屋顶为四阿重檐九脊顶，內立有孔子及四科十哲像，殿宇旁则刻有各式雕刻，並绘有山水花鸟、人物故事的图案，大成殿後面分布着後花園，遍植花草，孔庙院落右侧还有崇圣祠、训导斋，院落尽头还分布着庫房、鉴实亭等建物:98-101。萍乡市博物馆建立后，孔庙的部分建筑被开辟为文物展馆。